# Régulo de Mora
Régulo de Mora ist eine Parroquia rural („ländliches Kirchspiel“) im Kanton San Miguel de Bolívar der ecuadorianischen Provinz Bolívar. Verwaltungssitz ist Changuil Alto. Die Parroquia besitzt eine Fläche von 69,82 km². Die Einwohnerzahl lag im Jahr 2010 bei 944.

## Lage
Die Parroquia Régulo de Mora erstreckt sich über einen Gebirgskamm im Westen der Cordillera Occidental im Westen der Provinz Bolívar. Das Gebiet liegt in Höhen zwischen 250 m und 2480 m. Der Río Changuil fließt entlang der südöstlichen Verwaltungsgrenze in Richtung Südsüdwest. Der etwa 1550 m hoch gelegene Hauptort Changuil Alto befindet sich knapp 25 km südwestlich vom Kantonshauptort San Miguel.
Die Parroquia Régulo de Mora grenzt im Norden und im Nordosten an die Parroquia Bilován, im Südosten an die Parroquia Chillanes, im Süden an die Parroquia San José del Tambo sowie im Westen an die Provinz Los Ríos mit der Parroquia Montalvo.

## Geschichte
Am 13. Juli 1967 wurde das Recinto Changuil Alto zu einer Parroquia erhoben. Namensgeber war eine wohlhabende Persönlichkeit, die offenbar Land zur Besiedlung bereitstellte.